# マリア・アンナ・カタリーナ・ルトフスカ
マリア・アンナ・カタリーナ・ルトフスカ（Maria Anna Katharina Rutowska, 1706年頃 - 1746年以後）は、ポーランドとザクセンの統治者アウグスト強王と、鹵獲トルコ人出身の妾マリア・アウローラ・シュピーゲル（ファティマ）の間の2番目の非嫡出子。ルトフスカ伯爵夫人（Gräfin Rutowska）。姓は、最初の結婚に伴いビェリンスカ（Bielińska）、再婚に伴いベルガルド伯爵夫人（Gräfin von Bellegarde）。

## 生涯
母及び継父ヨハン・ゲオルク・シュピーゲルの許で、4歳年長の同母兄フリードリヒ・アウグスト・ルトフスキと共に育った。1724年兄と共に父王の認知を受け、ポーランド貴族ルトフスカ伯爵夫人（女伯爵）の爵位を授与される。1724年10月1日、父王のかつての愛妾マリアンナ・デーンホフの兄弟で、20歳ほど年長のミハウ・ビェリンスキ（後にヘウムノ県知事）と結婚。しかし夫婦仲は上手くいかず、1732年婚姻を解消する。
1737年、クロード・マリー・ノエル・ド・ベルガルド・ダントルモン伯爵（1700年 - 1755年）と再婚。夫はザクセンの宮廷財務官及び陸軍少将で、駐ピエモンテ大使、駐仏大使を務めた。夫との間に1男1女をもうけた。
- モーリッツ・フォン・ベルガルド（1743年 - 1792年） - ザクセン軍中将[5]
- フリーデリケ・アウグステ・マリー・フォン・ベルガルド（生没年不詳） - 1779年フランソワ・セバスティアン・ド・シュヴロン・ヴィレットと結婚[6]

## 引用・脚注
1. ↑  “hrabina Anna Konstancja Cosel”. 2013年3月11日時点のオリジナルよりアーカイブ。2008年7月21日閲覧。
2. ↑  contract francearchives.fr
3. ↑  ベルガルド家（ドイツ語版）はサヴォワ地方の古い貴族の家柄で、クロードの祖父は宰相としての功績を認められて1682年（又は1688年）主君サヴォイア家よりデ・マルシェ（フランス語版）侯爵に叙された。甥のハインリヒ・フォン・ベルガルド（英語版）はオーストリア陸軍元帥・ロンバルド＝ヴェネト副王となった。
4. ↑  Nöthige Supplemente zu dem Großen Vollständigen UNIVERSAL LEXICON Aller Wissenschaften und Künste, Welche bishero durch menschlichen Verstand und Witz erfunden und verbessert worden. Dritter Band, Barc-Bod, Leipzig, 1752
5. ↑  ADB:Bellegarde, Moritz Graf von - 2020年4月28日閲覧。
6. ↑  Frédérique Augusta Marie de Chevron Villette (de Bellegarde) - Geni.com - 2020年4月28日閲覧。